# 1er corps polonais (Armée polonaise de l'Ouest)
Pour les articles homonymes, voir 1er corps (Pologne).
Ne doit pas être confondu avec Premier corps polonais.
Le 1er Corps polonais, en polonais Pierwszy Korpus Polski est une importante formation militaire de l'armée polonaise, active pendant la Seconde Guerre mondiale. À la suite de l'invasion de la Pologne en 1939, le 1er corpus fut mis sur pied en Écosse à partir de 1940 et comptait plus de 75 000 soldats en 1945. Il dépendait du gouvernement polonais en exil et faisait partie de l'Armée polonaise de l'Ouest (en polonais Polskie Siły Zbrojne na Zachodzie ou PSZ).

## Histoire

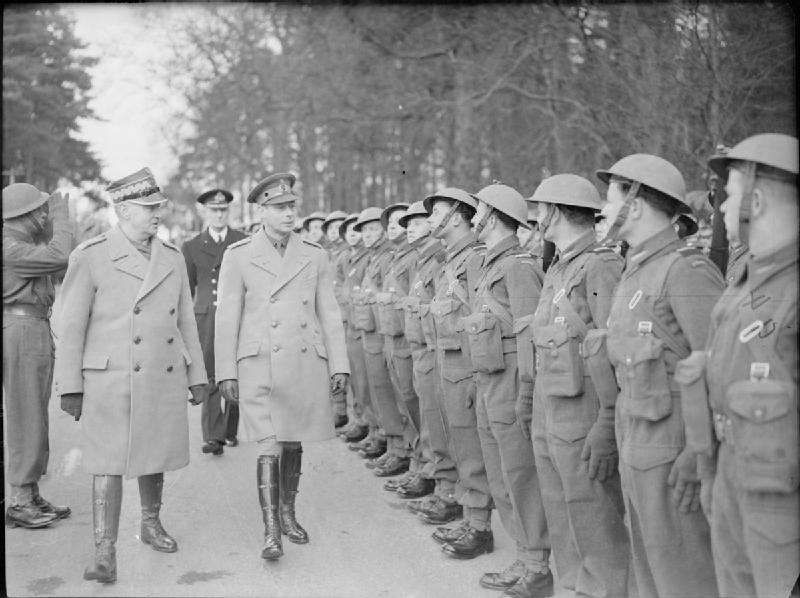
Le roi George VI et le général Władysław Sikorski, premier ministre du gouvernement polonais en exil, inspectant une garde d'honneur du 1er Corps polonais à Glamis, en Écosse, le 8 mars 1941.

Après l'invasion allemande de la Pologne, le gouvernement polonais en exil de la Deuxième République polonaise installa d'abord son siège en France (à Paris, puis à Angers), d'où il coordonna ses forces armées. Les premières unités polonaises en exil furent mises sur pied en France dès septembre 1939. Les unités de la PSZ furent engagées pour la première fois en mai 1940 lors de la bataille de Narvik. Environ 84 000 soldats de la PSZ furent mobilisés pour la Bataille de France en mai/juin 1940. Peu avant la défaite de la France, environ 35 000 d'entre eux furent évacués vers la Grande-Bretagne et la Palestine. La bataille d'Angleterre vit également l'engagement d'un nombre important de pilotes de chasse polonais.
Le 28 avril 1940, le 1er Corps polonais fut officiellement créé. En septembre 1941 fut également créée la 1re brigade polonaise de parachutistes, laquelle comptait 2 300 soldats. L'année suivante fut créée la 1re division blindée polonaise. Initialement chargée de la protection d'un tronçon de côte de 200 kilomètres dans l'est de l'Écosse, elle se composait de 885 officiers, 15 210 sous-officiers et hommes de troupe, 381 chars, 473 canons et 5 060 véhicules motorisés. Tous deux étaient rattachés au 1er Corps polonais.
Fin juillet 1944, la 1re division blindée et la 1re brigade de parachutistes furent transférées en Normandie. Le 8 août 1944, elles furent affectée à la 1re Armée canadienne et engagées pour la première fois dans l'opération Totalize. Après des combats meurtriers aux Pays-Bas du 17 au 27 septembre 1944, où environ 25% des soldats furent tués, la 1re brigade parachutiste fut évacuée vers l'Angleterre. Entre le 10 et le 17 septembre 1944, la 1re division blindée et les résistants belges libérèrent la ville de Gand. En avril 1945, le camp de femmes d'Oberlangen dans l'Emsland, où plus de 1 700 combattantes de l'insurrection de Varsovie étaient détenues, fut libéré.
Après la fin de la guerre, en 1945, les deux unités furent transférées en Allemagne et occupèrent l'Emsland jusqu'en 1947. La zone d'occupation, qui ne fut définitivement dissoute qu'au début de 1948, était limitrophe des Pays-Bas et couvrait un territoire de 6 470 km2. Fin 1947, le 1er corps polonais fut dissous et un grand nombre de soldats restèrent en exil et ne rentrèrent pas en Pologne communiste.

### Ouvrages
- Malcolm Bellis, Commonwealth Divisions 1939–1945, Crewe: John Rigby Printers Ltd., 1999.  (ISBN 0-9529693-0-0).
- Witold Biegański: Krótki informator historyczny o Wojsku Polskim w latach II wojny światowej, tom 5. Regularne jednostki Wojska Polskiego na Zachodzie, Warschau 1967.
- Tadeusz Kryska-Karski, Stanisław Żurakowski: Generałowie Polski Niepodległej, Warschau  1991.
- Margareta Bloom-Schinnerl: Als Haren Maczków hieß. Eine polnische Besatzungszone im Emsland, Deutschlandfunk, 3. Mai 2016 (PDF-Datei).